# Милорад Драшковић
Милорад Драшковић (Полом, 10. април 1873 — Делнице, 21. јул 1921) био је српски адвокат, привредник, банкар и политичар. Драшковић је био члан Самосталне радикалне странке (доцније Демократске странке), народни посланик у скупштини Краљевине Србије и министар у владама Краљевине Србије и Краљевине СХС. Као министар унутрашњих послова Краљевине СХС био је аутор Обзнане, правног акта објављеног 29. децембра 1920. године, којим су Комунистичка партија Југославије и раднички синдикати стављени ван закона. После неуспелог атентата, у Београду, 3/4. маја 1921. године, и једне завере омладинаца откривене у Загребу (Мишић, Шнајдер, Стилиновић), чије је виновнике суд ослободио, повукао се из владе 18. јула 1921. године. Три дана касније убио га је, током лечења у Делницама, у Горском котару, припадник комунистичке групе Црвена правда, Алија Алијагић.

## Биографија

### Порекло и школовање
Рођен је у селу Полом, на падинама Рајца, између планина Рудник и Сувобор, у задрузи Драшковића. Отац му је био Тимотије, а мајка Николија, рођ. Милојевић. Имао је две сестре. Основну школу завршио је у суседном селу, Бањанима, нижу гимназију у Горњем Милановцу, а вишу је започео у Ваљеву, а окончао у Крагујевцу. Био је одличан ђак, иако је током гимназијског школовања добио некакву очну болест због које му је десно око морало бити хируршки одстрањено. Правни факултет у Београду завршио је 1894, а адвокатски испит положио је 1897. године. Још као студент заинтересовао се за политику, за опозициону Самосталну радикалну странку. Могуће да је такво усмерење подстакнуто тиме што је још пре завршетка студија ступио на рад у адвокатску канцеларију Николе Николића, истакнутог члана те странке. У истој канцеларији Драшковић ће започети, у својству приправника, своју адвокатску каријеру, 1897. године. У мају исте године био је у прилици да брани Васу Пелагића, у процесу који је против њега вођен због „антирежимске“ брошуре Друга Пелагићева одбрана.

### Привредна делатност и најранији политички ангажман
Већ наредне, 1898. године, Драшковић запоставља правнички посао, напушта адвокатску канцеларију и на подстицај професора економије на Правном факултету Велике школе др Милића Радовановића посвећује се изучавању савремених достигнућа млекарске индустрије. Више месеци провео је на специјализацији у источној Француској, у месту Мамирол (Mamirolle), чувеном по производњи истоименог сира, и у Нешателу (Neuchâtel) у Швајцарској, изучавајући производњу и прераду млека и разне технике справљања сира. Драшковић је на специјализацију кренуо са скромном стипендијом од 2.000 динара, а по окончању школе (курса) у Мамиролу стечена искуства је проверио у модерним млекарама Данске и Холандије. Млекарство је постало његова опсесија, а у њему је видео грану привреде која има немерљив потенцијал, а који је готово потпуно неискоришћен. Знања у преради млека ће му бити и средство за одржање голог живота кад се током друге половине 1899. и прве половине 1900. године буде нашао у емиграцији, најпре у Срему и Банату, а потом у западној Румунији, у коју је доспео због наводне умешаности у такозвани Ивањдански атентат на краља Милана.
По повратку у земљу, августа 1900. године, након амнестије коју је краљ Александар Обреновић прогласио у поводу свог венчања, Драшковић се настанио у Смедереву, у којем је имао родбину, и јануара 1901. године добио је правозаступнички декрет. Међутим, рад у адвокатури поново је остао у другом плану пошто се он у потпуности посветио млекарству и млекарској индустрији. Био је активан учесник конгреса Савеза српских земљорадничких задруга (1901, 1902) на којима је пропагирао потребу за развојем модерне млекарске индустрије у Србији, држао је предавања на сеоским скуповима, организовао је млекарски курс (1903) и посветио се практичном производном раду. Учествовао је у отварању и раду прве српске млекарске задруге у Жаркову, на имању Кијево, власника Светозара Стефановића, познатог ресторатора београдске железничке станице (8. маја 1902). Ипак, није се ту дуго задржао јер је управник града Београда видео претњу у томе да Драшковић, као политички неподобан елемент, буде у близини Кошутњака, „где се краљ често извози“ и уз главну железничку пругу Београд – Ниш.
Склоност ка млекарству и жеља да личним примером покаже могућности те производне делатности нагнали су га да у Смедереву отвори први српски модерни млекар (млечно-индустријску фабрику) 1902. године. Драшковић је узео земљиште у крају званом Царина, искрчио га и претворио у пашњаке, сазидао је објекат и опремио га савременим уређајима и отпочео је послове млечно-прерађивачке индустрије, од производње сточне хране и узгоја стоке, па до прераде млека и справљања сира и других млечних производа, а његов млекарник „Годомин“ постаће ускоро и школом модерног млекарства. Драшковић није презао да скупа са својим радницима коси ливаде, негује стоку, ђубри њиве и прерађује млеко. У млекари, користећи модерне уређаје и машине, производио је путер и сиреве царић и годомин, а број крава музара нарастао је за око седам година бављења млекарством са 20 на сто. Истовремено Драшковићев млекар су на подстицај Главног савеза земљорадничких задруга редовно посећивали ђаци и учитељи пољопривредних школа, а последица тога било је ницање већег броја сирарских и млекарских задруга широм Србије.

### Банкарска делатност
Озбиљнији улазак у политику, оличен у избору за народног посланика (1905. и 1906) и добијању на управу ресора народне привреде у владама Љубомира Стојановића (1905-1906) и Саве Грујића (1906) није га у потпуности удаљио од бављења смедеревским млекарником. То ће учинити тек његово ступање у свет банкарства. Наиме, као правник и већ признати привредник, Драшковић је 1907. ушао у управу београдске Извозне банке. Ускоро је продао потпуно разрађени млекарски комплекс и потпуно се посветио банкарским пословима – као члан управног одбора (1907-1914) и као заступник главног директора (1908-1912) Извозне банке, а у међувремену је био потпредседник Београдске берзе (1909-1910. године) и члан њеног управног одбора (1910-1911).
Има мишљења да је Драшковићев прелазак у банкарство инициран управо његовим занимањем за производну привреду. Наиме, подстакнут лошим стањем шљиварства у Србији које је било екстензивно, запуштено и непродуктивно, и од кога су користи једино имали страни трговци, Драшковић се носио мишљу да разради план за опоравак те гране пољопривреде и за успостављање стабилног и профитабилног извоза. Залагао се за стварање модерних сушара (етиважа) за прераду шљива и за стварање погодних извозних услова (организационих и правних) за продају тог артикла, али и других пољопривредних производа на страном тржишту. Према савременицима, Драшковић је у уверењу да је материјално подизање појединаца и финансијских установа битан услов за јачање државних финансија ступио у Извозну банку која је после смрти Косте Таушановића (1854-1902), познатог политичара и банкара, била „извозна“ само по имену. Драшковић је предузео мере за проналажење довољних количина капитала потребног за обављање извозних послова и за његово организовање, и српски је извоз „добио силног полета“.
Драшковић и Извозна банка радили су у веома сложеним околностима Царинског рата и настојања Србије да се у сфери економије ослободи аустроугарског туторства. Још од 1905-1906. као министар народне привреде Драшковић је неуморно радио да се прошири трговинска размена Србије са другим државама, али и да се створе услови за измену структуре српских извозних артикала. Било је потребно са извоза примарних пољопривредних производа (првенствено сточарских) прећи на извоз ратарских и воћарских сировина и још више готових производа. У том циљу Извозна банка је од његовог доласка у ту банку нарочито развила кредитирање српских извозних подухвата.
Првобитни полет Извозне банке умало је довео до њеног урушавања. Пораст кредитирања је био толики да је почетком друге деценије 20. века доспела у ситуацију да не може пронаћи довољно извора новог зајмовног капитала. Банку је претеће ликвидације спасио управо Милорад Драшковић, бивши министар и високи функционер Самосталне радикалне странке, као вршилац дужности њеног главног директора. У једној доцнијој анализи рада Извозне банке наведено је да је Драшковић једини био у стању „да уз помоћ својих политичких веза обезбеди санацију банке“ пошто су пре Првог светског рата било „веома мало могућности да се прибави већа количина депозита па су најцењенији директори били они који су били способни да банци прибаве кредите по повољним каматним стопама да би могле да прошире делатност“.
Драшковић је у Извозној банци оставио дубок траг. Постао је једним од двојице највећих акционара, унапредио је њен рад и отворио јој пут „плодоносног рада“. Како су навели савременици, време које је Драшковић провео у Извозној банци представљало је период „цветања“ њених послова, и у годинама непосредно пред Први светски рат та је банка словила за највећу и најуспешнију у Краљевини Србији. С друге стране, Драшковић је у свету финансија постао и неком врстом симбола банкарске (све)моћи, а методи и бескрупулозност финансијских кругова добили су своју чувену критику у скупштинском говору Јована Скерлића – Банкократија.
Драшковић је Извозну банку напустио 1914. године када је постављен за министра грађевина и саобраћаја.

### Политичка делатност
Због опозиционог рада био је принуђен да привремено напусти Србију (1899-1900). Године 1901. отворио је адвокатску канцеларију у Смедереву и укључио се у рад самосталског крила Радикалне странке. Ускоро је постао једним од најистакнутијих чланова Самосталне радикалне странке, што ће остати и у партијама које су је наследиле – Демократској заједници (1919), па Демократској странци (1920). Од 1905. биран је у Парламент, а у владама Љубе Стојановића (1905-1906) и Саве Грујића (1906) био је министар народне привреде. Поново је биран за народног посланика 1906, 1908. и 1912. Децембра 1914. ушао је у коалициону владу Николе Пашића као министар грађевина и саобраћаја, а крајем 1915. је деветнаест дана упоредо обављао и дужност министра војног. Владу је напустио 9 (22) јуна 1917. након изрицања казни у Солунском процесу. Драшковић је у коалиционој влади оставио немерљив траг, а напустио ју је због Солунског процеса за који је био уверен да је монтиран у циљу обрачуна регента с опонентима. По завршетку рата био је представник Србије у Привременом народном представништву.
Након Првог светског рата учествовао је са краљем Александром 1920. на преговорима у Паризу око питања ратне одштете. Године 1919-20. био је министар саобраћаја у две владе, а онда министар унутрашњих дела у три кабинета (1920-1921). Као министар унутрашњих дела био је аутор Обзнане, због чега ће пасти као жртва атентата комуниста. Њихов Атентат на Драшковића био је повод за доношење Закона о заштити јавне безбедности и поретка у држави.
Драшковићева посвећеност држави, чак љубав према њој, била је безгранична. Ударе на државу, који су генерисани примерима из руске бољшевичке револуције, Драшковић је тешко примао. „Он је ужасно патио због напада на државу“, записао је Светозар Прибићевић и наставио: „и често ми је говорио да неће трпети изразе као што су 'ова проклета држава' и 'овај бездан'.“ Иако је веома поштовао слободу био је уверен да пуна, стварна и трајна слобода може бити остварена само путем „организоване и опште поштоване државе“.
Тело Милорада Драшковића превезено је из Делница пребачено у Београд, где је 24. јула 1921. године сахрањено на Новом гробљу, а трошкове и гробницу, поред Војводе Мишића, обезбедио је град Београд.
Син му је био Милорад М. Драшковић.